# Saint-Laurent-sur-Mer
Saint-Laurent-sur-Mer település Franciaországban, Calvados megyében. Lakosainak száma 262 fő (2022. január 1.). Saint-Laurent-sur-Mer Colleville-sur-Mer, Vierville-sur-Mer és Formigny La Bataille községekkel határos.

## Népesség
A település népessége az elmúlt években az alábbi módon változott:
| Lakosok száma | 174  | 188  | 163  | 229  | 243  | 247  | 261  | 265  | 260  | 262  |
|               | 1968 | 1982 | 1990 | 2006 | 2013 | 2015 | 2017 | 2019 | 2020 | 2022 |